# تلقيح مختلط
التلقيح المختلط (بالإنجليزية: Xenogamy)‏، تلقيح بعناصر من اللقاح الخاص بنباتات مختلفة. هذا النوع هو النوع الوحيد من أنواع التلقيح الذي ينتج عنه أنواع مختلفة وراثياً. صاغ المصطلح عالم النبات النمساوي أنطون كيرنر في 1876.